# Philip Niarchos
Philip Niarchos (Atene, 1954) è un armatore greco.
È il primo figlio del magnate greco e armatore Stauros Niarchos e di Eugenia Livanos, la prima figlia del concorrente di Stauros Niarchos, Stavros G. Livanos. Egli frequentò l'Istituto Le Rosey in Svizzera.

## Eredità e attività
Il periodico The Sunday Times nel 2008 stimò la sua fortuna di allora in circa 1.687 miliardi di dollari USA, classificandolo 54º tra gli uomini più ricchi del mondo. Insieme al fratello minore, Spyros, Niarchos è co-presidente e membro del consiglio di amministrazione della Fondazione Stavros Niarchos. Egli è anche membro del Consiglio di amministrazione del Museo di Arte Moderna di New York City e membro del consiglio internazionale della Tate Gallery di Londra. 

## Collezionista d'Arte
Niarchos possiede l'ultima collezione d'arte del padre. Stauros Niarchos raccolse una delle "più importanti collezioni di impressionisti e di arti moderne in mani private." Fra i trofei della collezione vi è l'autoritratto di Pablo Picasso Yo, Picasso, che il padre aveva acquistato nel 1989 per $47 850 000.
Niarchos ha aggiunto molto all'eredità del padre. Si sospetta che sia stato l'anonimo acquirente dell'autoritratto di Vincent van Gogh, nell'asta del novembre 1998 presso Christie's, pagando per esso 71,5 milioni di dollari. Egli fu certamente presente all'asta e si seppe che fu nel 1982 l'anonimo acquirente dell'autoritratto di Jean-Michel Basquiat, battuto per 3,3 milioni di dollari. Nel 1994, egli acquistò il Red Marilyn di Andy Warhol, presso Christie's per 3,63 milioni di dollari. I ritratti del capo di Andy Warhol provengono dalla scansione dell'opera di proprietà di Niarchos. Warhol completò queste opere nel 1985, usando schermi di seta creati dai film della scansione CAT della testa di Philip Niarchos, che commissionò all'artista il suo ritratto. Niarchos è citato nei Diari di Andy Warhol. Warhol condivide i dettagli della relazione turbolenta che Niarchos ebbe con la divorziata e vedova donna di mondo Barbara de Kwiatkowski (nata Tanner). Il suo nome da sposata era, al momento della relazione con Niarchos, Barbara Allen. Ora è la vedova di Henryk de Kwiatkowski.

## Matrimonio e famiglia
Nel 1984, Niarchos si sposò per la terza volta e con Victoria Christina Guinness (nata nel 1960), figlia di Patrick Benjamin Guinness (del ramo bancario della famiglia Guinness) e di Dolores Guinness (1936–2012). Niarchos e Guinness hanno due figli e due figlie:
- Stavros Niarchos III (nato nel 1985). Nell'ottobre 2019, sposò a Parigi Dasha Zhukova, con cerimonia civile.[6]
- Eugenie Niarchos (nata nel 1986), disegnatrice di gioielli.
- Theodorakis (Theo) Niarchos (nato nel 1991), in coppia con Camille Rowe
- Electra Niarchos (nata nel 1995)

Niarchos era primo cugino, e fratellastro, dell'ultima erede Christina Onassis la cui madre Athina Livanos (1929–1974) era la sorella più giovane di sua madre e più tardi divenne l'ultima moglie di suo padre. Niarchos è primo cugino, una volta rimosso di Athina Onassis de Miranda.